# Lingua cree delle foreste
La lingua cree delle foreste è una lingua algonchina del gruppo cree parlata in Canada.

## Distribuzione geografica
Secondo i dati del censimento canadese del 2011, i madrelingua cree delle foreste sono 75, stanziati tra Saskatchewan e Manitoba. I parlanti totali sono 53000.

## Fonetica e sintassi
L'alfabeto cree è composto da solo 14 lettere. Ci sono lettere marcate e non marcate.  Le lettere marcate sono caratterizzate da suoni lunghi, quelle non marcate sono caratterizzate da suoni brevi.
Ci sono molti suffissi e prefissi, ognuno con un significato diverso.
La lingua è in gran parte costruita sui verbi.

## Vocabolario
Cree Inglese Italiano
```
Nȇya     I-My-Mine          Io-mio

Kȇya     You-Your-Yours    Tu-tuo-tuoi/Voi-vostro-vostri

Wȇya     He-She-His-Her    Egli-ella-suo-sue
```